# Volga Hayworth
Volga Margaret Hayworth (8 de agosto de 1897-25 de enero de 1945) fue una bailarina de vodevil estadounidense. Una corista popular en Broadway, fue la madre de la actriz Rita Hayworth, quien usó el apellido de soltera de su madre como su apellido profesional.

## Biografía
Volga Hayworth nació el 8 de agosto de 1897 en Washington D. C., hija de Allynn Duran Hayworth y su esposa Margaret O'Hare.
Apareció en las Ziegfeld Follies, conoció a su marido, el bailarín español Eduardo Cansino en 1916 y se casó con él en 1917. Tuvieron tres hijos. Ella y su esposo formaron un acto de vodevil, "The Dancing Cansinos".
Volga Hayworth Cansino murió en 1945, a la edad de 47 años, por causas no reveladas, en Santa Mónica, California.

## Familia directa
- Esposo: Eduardo Cansino, Sr., nació el 2 de marzo de 1895 - falleció el 24 de diciembre de 1968 (73 años)
- Hija: Rita Hayworth, nacida Margarita Carmen Cansino el 17 de octubre de 1918 - murió el 14 de mayo de 1987 (68 años)
- Nieta: Rebecca Welles, nacida el 17 de diciembre de 1944 - murió el 17 de octubre de 2004 (59 años)
- Bisnieto: Marc McKerrow, nacido el 31 de marzo de 1966 - murió el 18 de junio de 2010 (44 años)
- Nieta: Yasmin Aga Khan, nacida el 28 de diciembre de 1949
- Bisnieto: Andrew Ali Aga Khan Embiricos, nacido el 11 de diciembre de 1985 - falleció el 4 de diciembre de 2011 (a los 25 años)
- Hijo: Eduardo Cansino, Jr., nacido el 13 de octubre de 1919 - murió el 11 de marzo de 1974 (54 años)
- Hijo: Vernon Cansino, nacido el 21 de mayo de 1922 - murió el 23 de marzo de 1974 (51 años)